# 愛知県道250号横須賀港線
愛知県道250号横須賀港線（あいちけんどう250ごう よこすかこうせん）は、愛知県東海市内を通る元一般県道である。現在は東海市の市道。なお愛知県道番号250号は現在愛知県道250号柏森停車場線が指定されている。

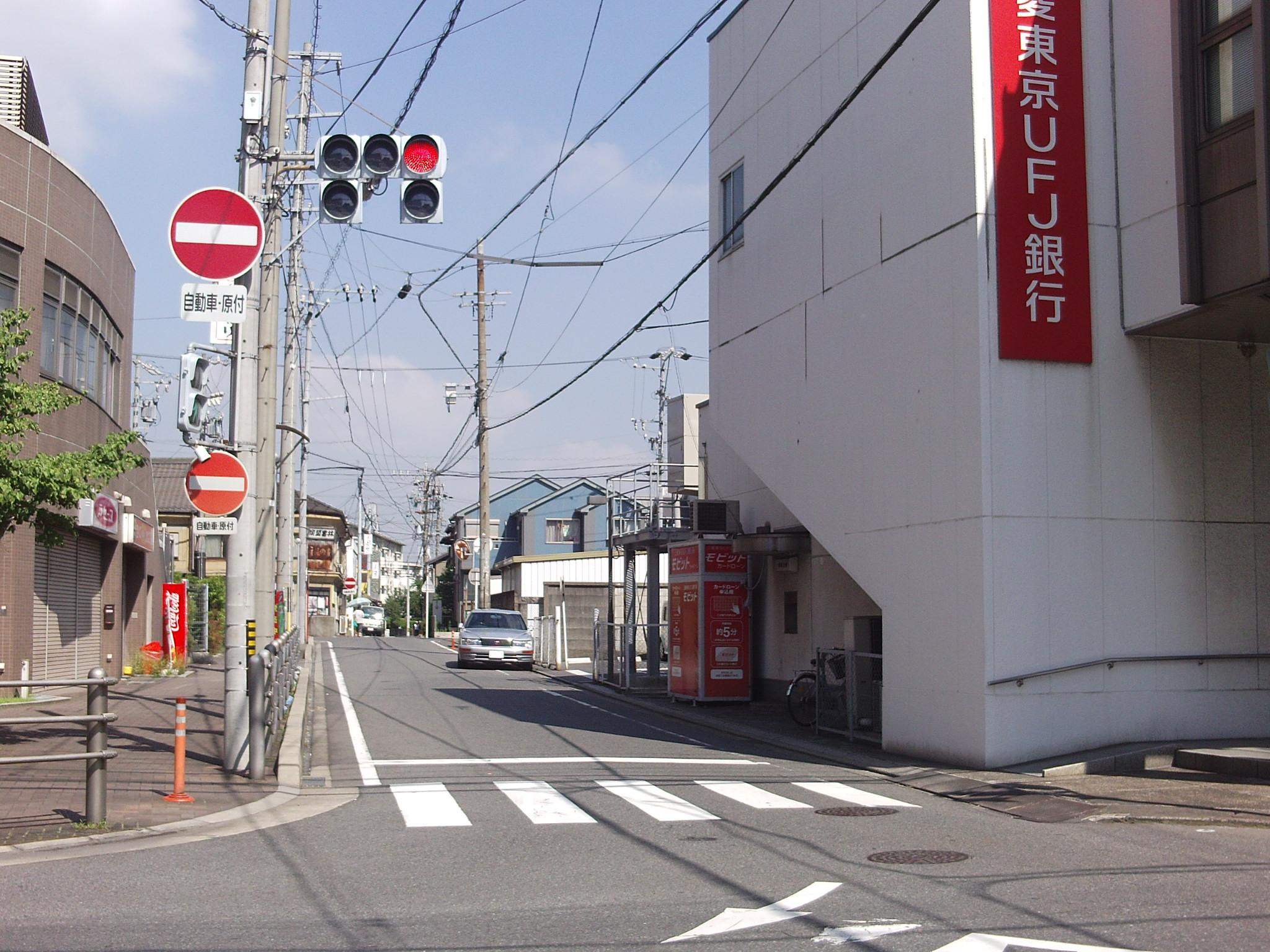
終点。横須賀町（現・東海市の市域）の中心地区を通る。国道155号の旧道と横須賀町交差点で連続している。

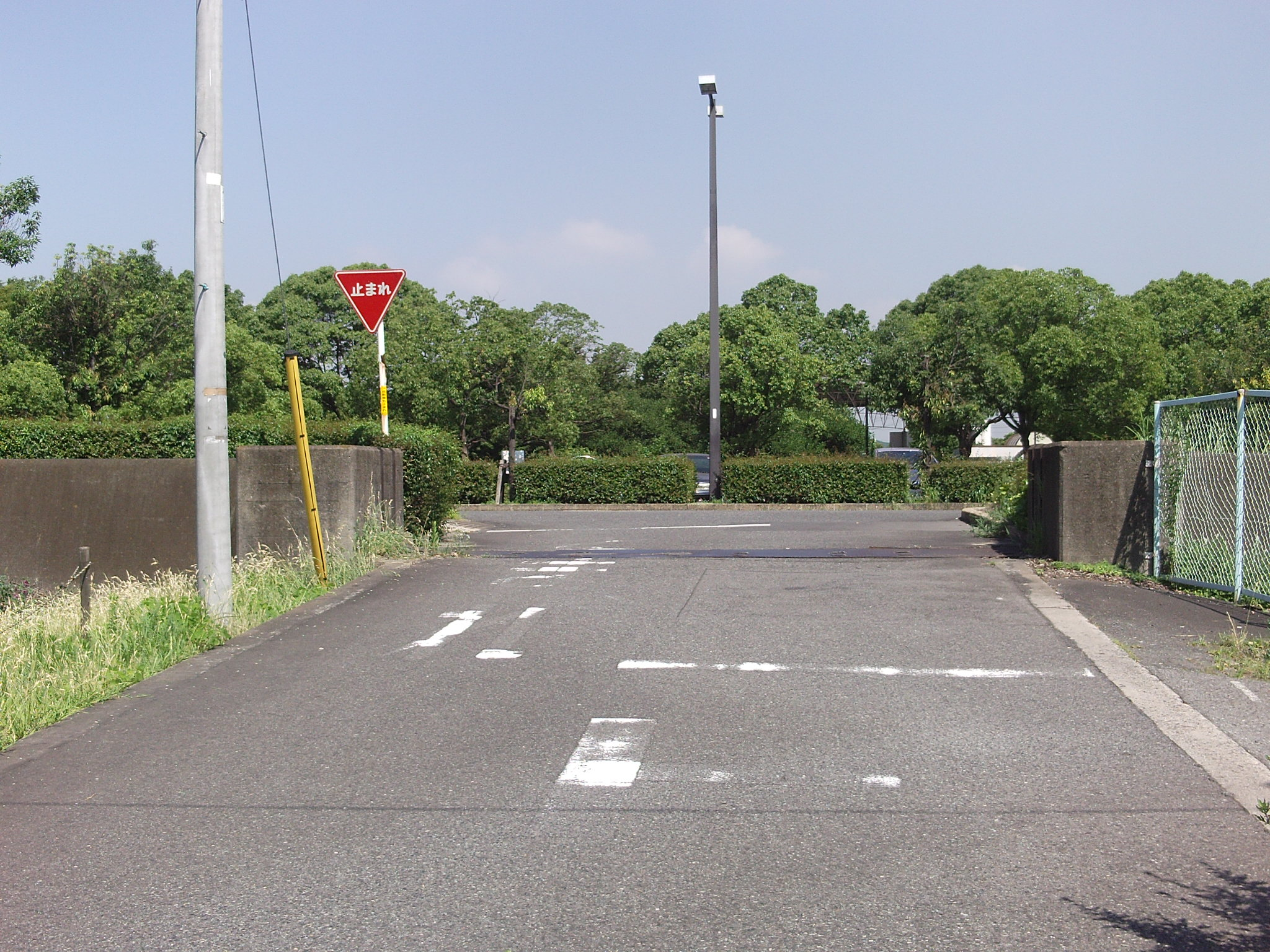
起点、横須賀港であった場所。埋め立てられて元浜公園となった。画像に見える防潮堤は往時の名残。

## 概要

### 路線データ
- 起点：横須賀港（現・元浜公園）
- 終点：愛知県東海市横須賀町
- 延長：約170m

## 地理

### 通過する自治体
- 愛知県
  - 東海市

### 交差する道路
- 国道155号・国道247号（横須賀町交差点）

### 沿線・周辺
- 横須賀港（現在は元浜公園）
- 東海銀行（当時。現三菱UFJ銀行東海支店）